# Abies kawakamii
Abies kawakamii é uma espécie de conífera da família Pinaceae. Apenas pode ser encontrada no Taiwan.